# Donny Montell
Donny Montell, właśc. Donatas Montvydas (ur. 22 października 1987 w Wilnie) – litewski piosenkarz.
Laureat Międzynarodowego Festiwalu Sztuk „Słowiański Bazar” (2008). Dwukrotny reprezentant Litwy w Konkursie Piosenki Eurowizji (2012, 2016).

## Życiorys
Urodził się w Wilnie, jest synem gimnastyczki i perkusisty hardrockowego zespołu muzycznego Plackartas. Ma starszą siostrę, która jest tancerką. W wieku sześciu lat po raz pierwszy wystąpił publicznie w konkursie dla młodych piosenkarzy Dainų dainelė, w trakcie którego zaśpiewał utwór „Aš kiškelis mažas” i ostatecznie zajął pierwsze miejsce. Uczęszczał do Szkoły Muzycznej im. Balysa Dvarionasa.
W 2008 wziął udział w Międzynarodowym Festiwalu Sztuk „Słowiański Bazar” w Witebsku, podczas którego wykonał utwór „Padėkit” i zajął pierwsze miejsce, zdobywszy 210 z 220 możliwych do zdobycia punktów. W 2009 wziął udział w programie Lietuvos Dainų Daina, wyłaniającym reprezentanta Litwy w 54. Konkursie Piosenki Eurowizji, z utworem „From the Distance” pomyślnie przeszedł przez kilka etapów eliminacyjnych i dotarł do finału, w którym zajął drugie miejsce. W lipcu wystąpił w konkursie Europe Sings 2009 z utworem „No One’s Gonna Believe”. W listopadzie zaangażował się w projekt Tabami goes Michael Jackson, zrealizowany w hołdzie Michaelowi Jacksonowi kilka miesięcy po jego tragicznej śmierci. W 2010 wystartował z piosenką „Running Fast” w programie Eurovizija 2010. Pomimo zajęcia pierwszego miejsca w rundzie półfinałowej i awansu do finału, z którego został zdyskwalifikowany z powodu naruszenia regulaminu Konkursu Piosenki Eurowizji, tj. opublikowania piosenki konkursowej przed wyznaczonym terminem („Running Fast” okazał się tym samym utworem, co „No One’s Gonna Believe” z 2009). Również w 2010 uczestniczył w programie Žvaigždžių duetai, z dziennikarką Akvilė Kavaliauskaitė zajął drugie miejsce w finale, a także zwyciężył w parze z Kateriną Voropaj w drugiej edycji programu Šok su manimi.
W 2011 rozpoczął karierę sceniczną pod pseudonimem Donny Montell i zgłosił się do udziału w programie Eurovizija 2011 z utworami „Best Friends” (nagranym w duecie z Sashą Sonem) i „Let Me”. Z obiema dotarł do finału. W lipcu reprezentował Litwę z piosenką „Listen 2 Your Heart” na festiwalu „New Wave” organizowanym w Jurmale, zajął 10. miejsce. W 2012 wziął udział w programie Eurovizija atranka Lietuvoje, do których zakwalifikował się z utworem „Love Is Blind” wybranym jako jedna z 47 konkursowych propozycji. Dotarł do finału, w którym zdobył największe poparcie jurorów i telewidzów, dzięki czemu zwyciężył, zdobywając możliwość reprezentowania Litwy podczas 57. Konkursu Piosenki Eurowizji organizowanego w Baku. 24 maja wystąpił w drugim półfinale konkursu i z trzeciego miejsca zakwalifikował się do rozgrywanego dwa dni później finału, w którym zajął 14. miejsce. W tym samym roku wydał swój debiutancki album studyjny, zatytułowany po prostu Donny Montell. Następnie nawiązał współpracę z Mauricio Vacą (występującym pod pseudonimem „One Element”), z którym nagrał płytę pt. Norim dar, wydaną w grudniu 2013. We wrześniu 2014 wydał debiutancki minialbum pt. Tik Tau Vienai, który doczekał się reedycji w październiku tego samego roku.
W grudniu 2015 został ogłoszony jednym z uczestników programu „Eurovizijos” dainų konkurso nacionalinė atranka. 12 marca 2016 wygrał wieloetapowe eliminacje z utworem „I’ve Been Waiting for This Night”, dzięki temu został wybrany na reprezentanta Litwy w 61. Konkursie Piosenki Eurowizji organizowanym w Sztokholmie. Utworem promował swój trzeci album studyjny pt. #Blck, który wydał 26 marca 2016. 12 maja wystąpił w drugim półfinale Eurowizji i z czwartego miejsca awansował do rozgrywanego dwa dni później finału, w którym zajął dziewiąte miejsce po zdobyciu 200 punktów, w tym 96 pkt od telewidzów (10. miejsce) i 104 pkt od jurorów (12. miejsce).

## Dyskografia
Albumy studyjne
- Donny Montell (2012)
- Norim dar (2013; z One Element)
- #Blck (2016)

Minialbumy (EP)
- Tik Tau Vienai (2014)